# Trobada d'Acordionistes del Pirineu
La Trobada d'Acordionistes del Pirineu és un festival de música tradicional celebrat anualment des de l'any 1976 a Arsèguel (Alt Urgell). És el festival de música tradicional més antic de Catalunya i és considerat com el festival d'acordió diatònic més important d'Europa i el festival de música tradicional més antic de Catalunya.
A la 36a edició realitzada l'any 2011 algunes actuacions també van passar a realitzar-se a la Seu d'Urgell, per raons econòmiques segons explicà el president de l'Associació d'Arsèguel i els Acordionistes del Pirineu, Artur Blasco. En aquesta edició hi ha hagut presents tretze formacions catalanes i dotze d'internacionals (Quebec, Portugal, França, Moldàvia o Colòmbia, per exemple).